# Bolesław Kozubowski
Bolesław Kozubowski herbu Mora, ps. „Bolesław”, „Gruby”, „Lis”, „Mocarz”, „Pleban”, „Trojanowski” (ur. 8 kwietnia 1903 w Petersburgu, zm. 2 sierpnia 1965 w Manchesterze) – kapitan piechoty rezerwy Polskich Sił Zbrojnych.

## Życiorys
Urodził się  8 kwietnia 1903 w rodzinie polsko-ormiańskiej i był synem Mariana Antoniego (lekarz) i Marii Kałantar. Uczył się w Harbinie w Męskiej Szkole Handlowej Towarzystwa Chińskiej Wschodniej Kolei Żelaznej, a po jej ukończeniu, w maju 1921 otrzymał świadectwo dojrzałości i pod koniec roku przybył do kraju. Złożył we wrześniu 1922 egzaminy uzupełniające z przedmiotów polskich, a w listopadzie rozpoczął studia w Wyższej Szkole Handlowej w Warszawie. Uzyskał dyplom w listopadzie 1926 i w tejże szkole został asystentem przy katedrze teorii statystyki. W Szkole Podchorążych Rezerwy Piechoty w Ostrowi-Komorowie w latach 1927–1928 odbył służbę wojskową. Asystent przy katedrze naukowej organizacji przedsiębiorstw przemysłowych w WSH w latach 1930–1931. Prywatny przedsiębiorca: m.in. prowadził przedsiębiorstwo firmy rybnej, a także był właścicielem wytwórni sprzętu elektrotechnicznego. Czynnie działał w utworzonym w 1926 Obozie Wielkiej Polski, który w 1933 rozwiązano. Nie wstąpił do Stronnictwa Narodowego.
W czasie kampanii wrześniowej 1939 podczas obrony Modlina był adiutantem I batalionu w 82 pułku piechoty, którym dowodził ppłk Antoni Chruściel.
Mieszkał m.in. przy ul. Królewskiej 21 podczas okupacji. Od października 1939 w konspiracji był szefem Oddziału I (organizacyjnego), a od grudnia do maja lub lipca 1941 pełniącym obowiązki komendanta głównego. Pełnił funkcję komendanta głównego Organizacji Wojskowej Stronnictwa Narodowego / Narodowej Organizacji Wojskowej, pod pseudonimami „Bolesław”, „Gruby” i „Trojanowski”. Przeszedł następnie (we wrześniu 1941?) do Związku Walki Zbrojnej, z którym według niektórych relacji już wcześniej utrzymywał kontakty. W ZWZ nie był znany jego początkowy przydział. Szef kontrwywiadu Wydziału II Komendy Okręgu Warszawa AK pod pseudonimami „Mocarz”, „Pleban” i „Lis” od września 1942. Rozkazem L65/BP z 11 listopada 1942 mianowany porucznikiem rezerwy. Około 27 grudnia 1943 aresztowany podczas łapanki w barze „Pod Wróblem”, który znajdował się przy ul. Mazowieckiej, ale po trzech dniach został zwolniony. Jednak zgodnie z obowiązującymi w takich wypadkach przepisami był na trzy miesiące zawieszony w wykonywaniu swoich czynności. 12 czerwca 1944 był ponownie aresztowany przy ul. Marszałkowskiej 81 w filii „Gastronomii” i osadzony na Pawiaku. Wysłany w końcu lipca do obozu koncentracyjnego w Groß-Rosen (Rogoźnica). 5 stycznia 1945 był uczestnikiem nieudanej próby ucieczki z filii tegoż obozu znajdującego się w Brzegu nad Odrą. Służył po zakończeniu wojny w stopniu kapitana w Polskich Siłach Zbrojnych. Został zdemobilizowany, ale pozostał na emigracji w Wielkiej Brytanii. Był Prezesem Koła Polskiego w Manchesterze, gdzie zmarł 2 sierpnia 1965.

## Awanse
- podporucznik – 1931,
- porucznik – 11 listopada 1942,
- kapitan – 1945.